# Districtul Surt
Surt este un district în Libia. Are 156.389 locuitori pe o suprafață de 77.660 km².